# Targhe d'immatricolazione del Belgio

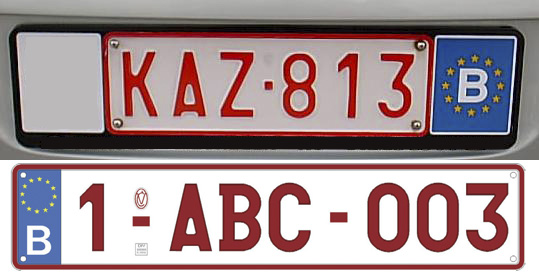
Targhe posteriori belghe con formato antecedente al 25 giugno 2008 (in alto) e attuale (in basso)

Le targhe d'immatricolazione del Belgio, assegnate a persone fisiche o giuridiche, sono le uniche in Europa ad avere le lettere e le cifre scritte in rosso su fondo bianco, salvo in formati particolari di seguito descritti.

## Sistema in uso

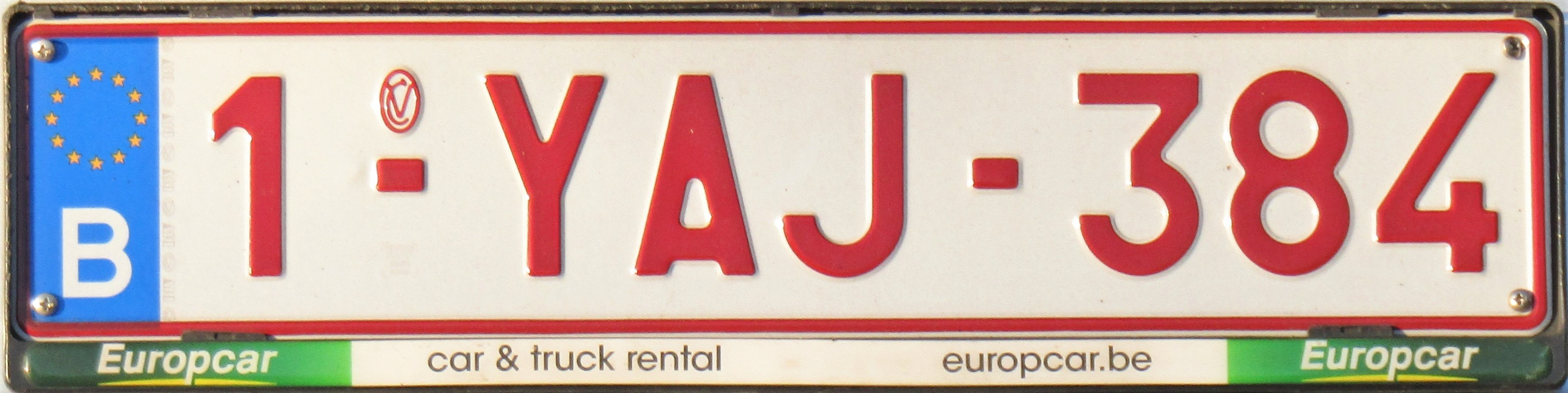
Targa standard per autoveicoli con cifra iniziale "1" emessa dal 16/11/2010 al 28/01/2021

Targa anteriore con grafica emessa dal 25 giugno 2008 al 15 novembre 2010

La combinazione attuale è di sette caratteri. La targa anteriore e posteriore possono essere differenti: infatti quella posteriore è fornita dallo Stato, mentre quella anteriore (che nei formati precedenti al 2010 era generalmente più lunga) deve essere procurata dal proprietario, pertanto può essere identica alla targa d'immatricolazione posteriore oppure diversa, ma sempre con scritte di colore uguale su sfondo bianco.
Dal 16 novembre 2010 in ogni targa sono impresse a sinistra la banda blu con le dodici stelle in cerchio dell'Unione europea e la sigla internazionale del Belgio, ossia B, di colore bianco, introdotta negli anni novanta come opzionale sulla destra delle targhe posteriori (fissata a parte) e sulla sinistra di quelle anteriori. 
Prima di tale data la serie era composta da tre lettere e tre cifre o (dal 25 giugno 2008) tre cifre e tre lettere, con la "B" sul lato destro; sul lato sinistro, invece, spesso si trovava una pubblicità del concessionario.
Le targhe in Belgio sono utilizzate per identificare univocamente ogni veicolo o singolo proprietario.
Se si compra un'auto nuova, si può mantenere il vecchio numero di targa.

### Formati e dimensioni
- Targhe ordinarie: 520 × 110 mm

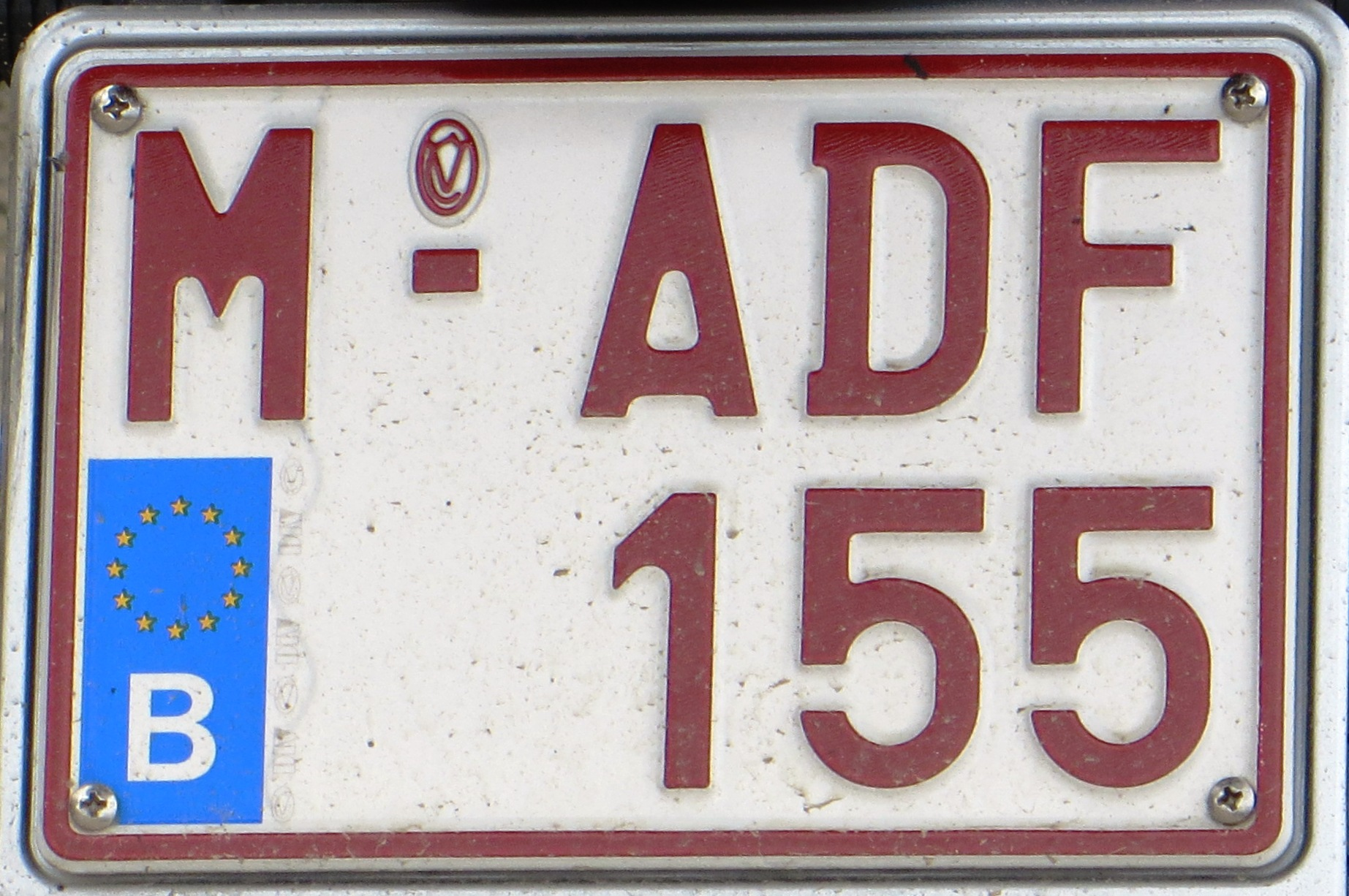
Formato in uso per motocicli

- Targhe cosiddette "quadrate" su doppia linea: 340 × 210 mm
- Targhe di lunghezza ridotta per motocicli, utilizzate anche da alcuni autoveicoli leggeri e rimorchi: 210 × 140 mm
- Targhe per ciclomotori, microcar e biciclette a motore: 100 × 120 mm

### Lettera iniziale e tipo di veicolo corrispondente
- G - macchina agricola (caratteri bianchi su fondo rosso)
- M - motociclo
- O -  veicolo d'epoca (in inglese Oldtimer) 
  - O-A = serie per autoveicoli
  - O-M = serie per motocicli
  - O-Q = serie per rimorchi
  - O-S = serie per ciclomotori e veicoli leggeri con velocità massima 45 km/h)
- Q - rimorchio (in francese remorQue)
- S (iniziale di Scooter) - ciclomotore o veicolo leggero, anche elettrico 
  - S(-)[1]A = serie per ciclomotori con velocità massima 25 km/h
  - S(-)B = serie per ciclomotori con velocità massima 45 km/h
  - S(-)P = serie per Speed Pedelecs, ossia biciclette a pedalata assistita
  - S(-)U = serie per veicoli leggeri a tre o quattro ruote
- T - veicolo a noleggio o taxi
  - T-L = serie per veicoli a noleggio
  - T-X = serie per taxi
- W (iniziale di World) - targa provvisoria di transito (bianco su rosso)
- X (seconda lettera di eXport) - targa provvisoria per esportazione o importazione di veicoli (bianco su rosso)
- Z - targa professionale di prova (caratteri verdi)
  - ZM, ZW = serie riservate ai motocicli
  - ZQ, ZU = serie assegnate ai rimorchi e roulotte con peso non inferiore a 750 kg
  - ZR = serie assegnata alle targhe quadrate per autoveicoli
  - ZZ = serie riservata ai veicoli che devono effettuare collaudi su strada

### Targhe ordinarie

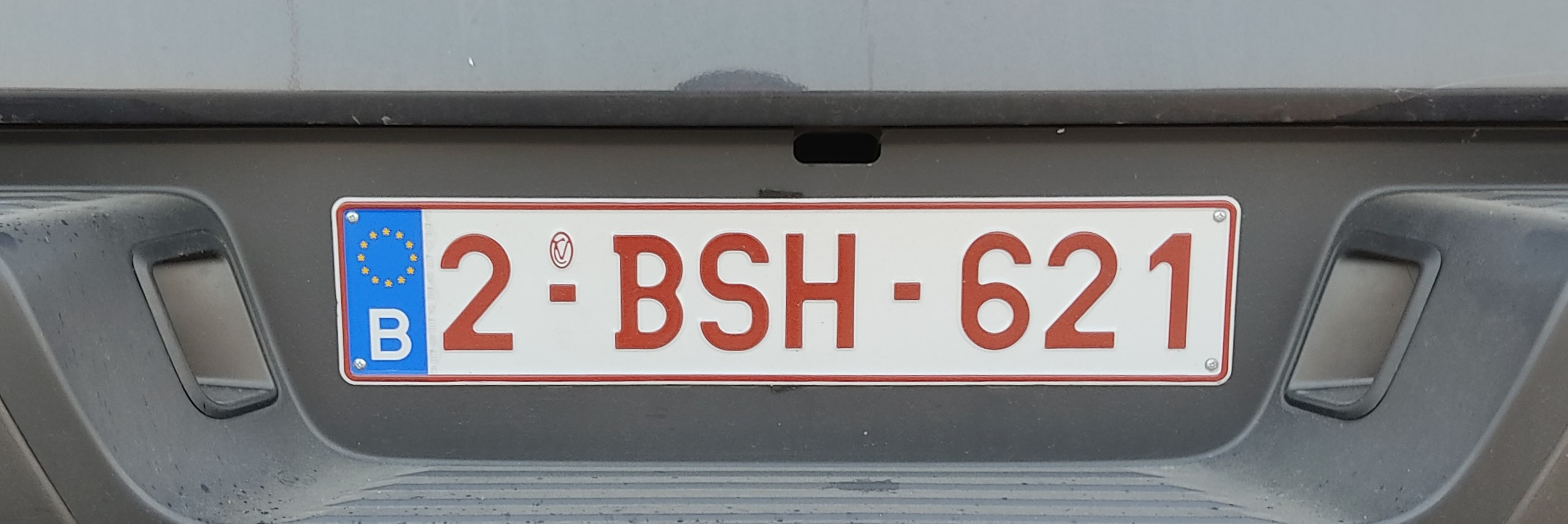
Una targa con la cifra iniziale "2" della nuova serie in uso dal 29/01/2021

Fino al 15 novembre 2010 era di solito presente una combinazione di tre lettere e tre cifre. Dal 16 novembre 2010 è stata introdotta una nuova numerazione, che è iniziata da 1-AAA-001 e terminerà con 7-ZZZ-999, per uniformare anche le targhe posteriori allo standard di sette caratteri e alle dimensioni europee (520 × 110 mm anziché 325 × 105 mm). 
Dal 29 gennaio 2021 è incominciata la serie con la cifra 2 per esaurimento delle combinazioni con la cifra 1. 
È cambiata anche la tonalità del rosso dei caratteri, diventata più scura (rosso rubino) per aumentarne il contrasto con il fondo bianco. Il poligrafico che stampa le targhe attualmente ne produce 1.500.000 pezzi all'anno, per permettere nel giro di un decennio di rimpiazzare completamente il vecchio sistema. Tutti coloro che cambiano auto sono infatti obbligati a passare al nuovo sistema, con un costo di 20€.

### Targhe personalizzate

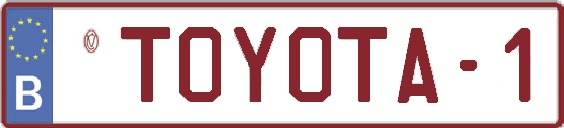
Targa d'immatricolazione personalizzata

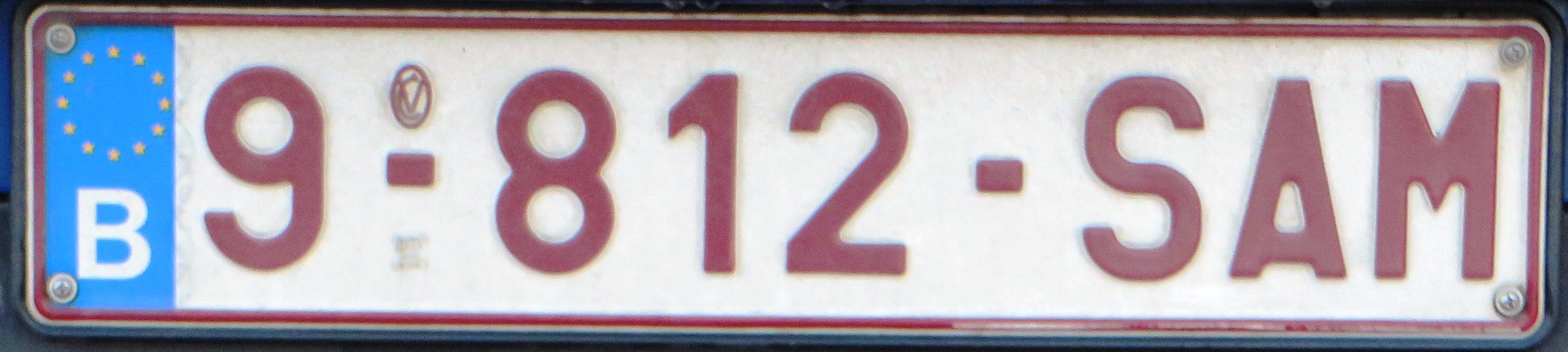
Targa personalizzata con formato terminato il 31 marzo 2014

Le targhe personalizzate, il cui costo è sceso dai 2.000€ nel 2015 ai 1.000 nel 2017 a causa del calo della domanda, fino al 31 marzo 2014 si distinguevano per la cifra "9" all'inizio della sequenza alfanumerica, composta allo stesso modo delle targhe standard. 
A partire dalla data sopra indicata è possibile avere cifre e lettere a piacere, anche senza il "9" iniziale, che però devono includere almeno una lettera. Sono escluse le combinazioni che iniziano con "A", "E", "P" e "CD". 
Il limite minimo di caratteri è uno, quello massimo otto.

#### Combinazioni vietate (in ordine alfabetico)
- AAP, AAS, AEL, ALA, ANE, ASS
- BEB, BIT, BOM, BOY, BSP, BUB, BWP, BYT
- CAP, CDF, CDH, CDV, CON, CSP, CUB, CUL, CUT, CVP
- DCD, DIK, DOM
- FDF, FOK, FOL, FOU, FUC, FUK
- GAT, GAY, GEK, GOD
- HIV, HOL
- JEK
- KAK, KKQ, KUL, KUT
- LAF, LDD, LSP, LUL
- MAS, MCC, MDP, MOR, MOU, MST
- NIC, NIK, NIQ, NVA
- PDB, PDO, PET, PFF, PIK, PIN, PIP, PIS, PJU, PKK, POT, PRL, PSB, PSC, PSL, PTB, PUE, PUT, PVV, PYK, PYN, PYP, PYS
- ROM, RPW, RWF
- SEX, SOA, SOT, SPA, SUL
- TAK, TET, TIT, TUE
- VCD, VIH, VLD, VMO
- ZAC, ZAK, ZOT.

### Motocicli

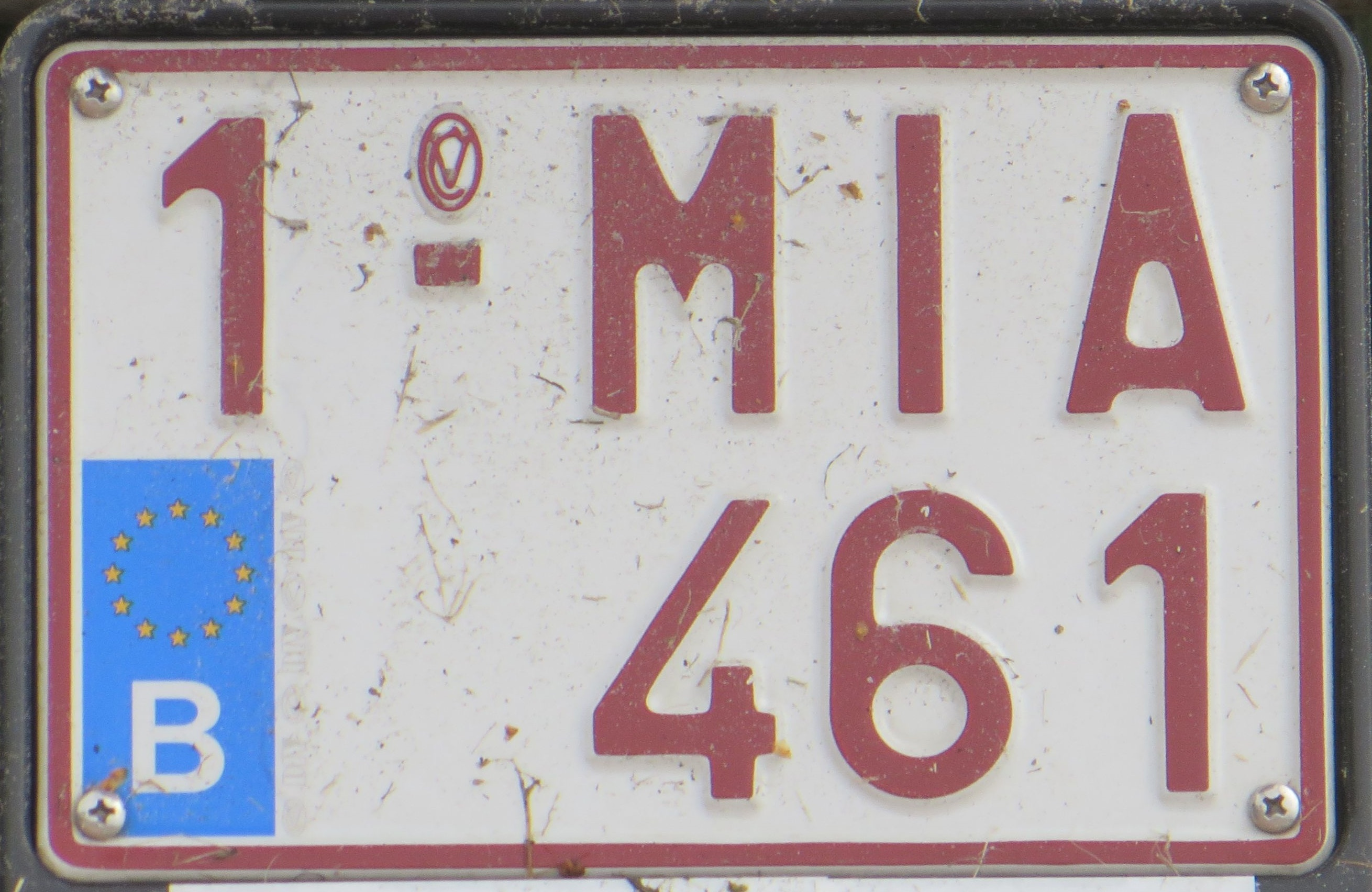
Formato per motocicli emesso dal 16 novembre 2010 al 7 ottobre 2014

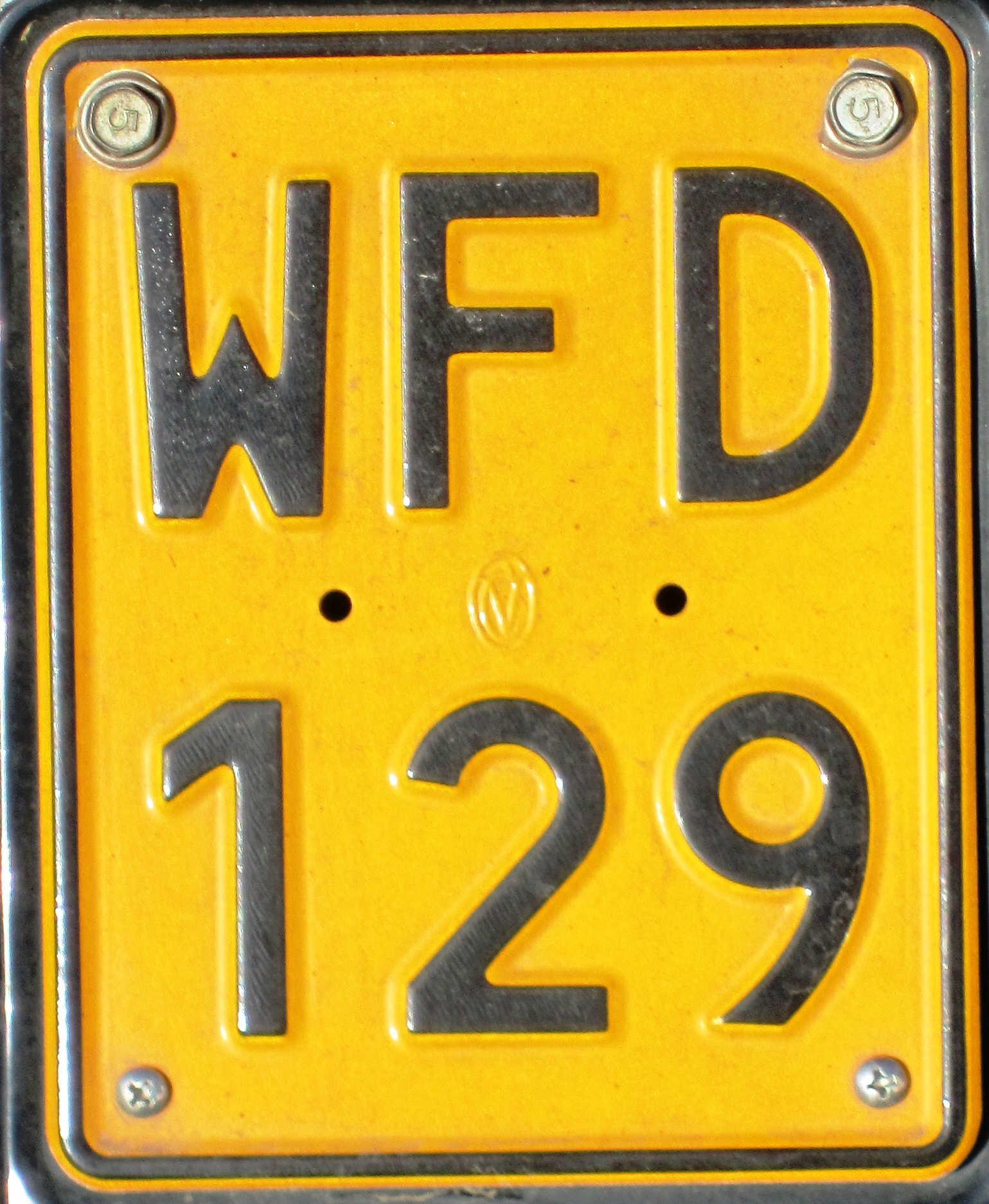
Formato cessato il 16 novembre 2010

Le targhe dei motocicli sono su doppia linea: dal 7 ottobre 2014 in alto è posizionata la lettera M, seguita da un trattino e altre tre lettere; in basso la banda blu precede un numero di tre cifre. 
Fino alla data sopra specificata, la "M" (prima lettera di tre cifre) era preceduta da una cifra compresa tra "1" e "7" e un trattino. 
Dal 1965 al 16 novembre 2010 queste targhe erano composte da tre lettere, la prima delle quali era M o (dal secondo semestre del 2006) W, in alto e tre cifre in basso; i caratteri e il bordo erano neri, il fondo giallo.

### Rimorchi

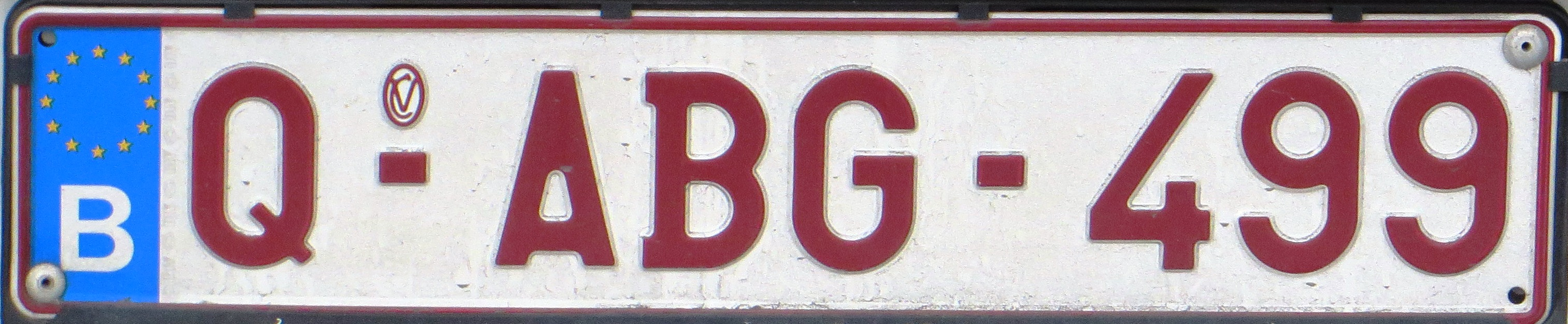
Esempio di serie attuale per rimorchi

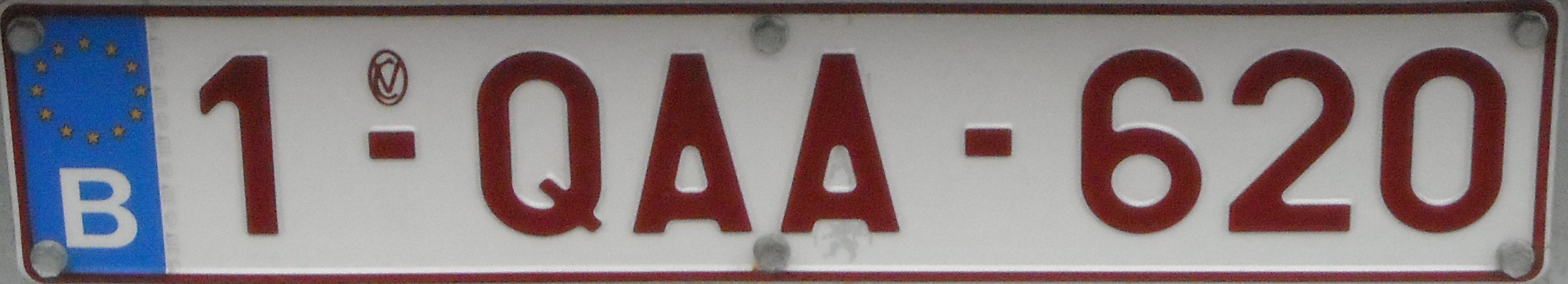
Targa di un rimorchio con sistema utilizzato dal 16 novembre 2010 al 7 ottobre 2014

Nelle targhe dei rimorchi la banda blu è seguita da una combinazione alfanumerica di sette caratteri, di colore rosso rubino su fondo bianco, del tipo Q-AAA-123. 
Fino al 7 ottobre 2014 la prima lettera poteva essere Q o U, con combinazione che iniziava da 1-QAA-001 o 1-UAA-001. La cifra che prevedeva le lettere era compresa fra "1" e "7".
Anche le roulotte possono essere immatricolate con questo tipo di targa, purché siano assicurate e abbiano un peso di almeno 750 kg; se è inferiore, viene applicata la stessa targa del veicolo trainante. 
Fino al 16 novembre 2010 il blocco alfanumerico era composto da tre lettere e tre cifre nere su fondo bianco, del tipo QAA-123.

### Ciclomotori e veicoli leggeri

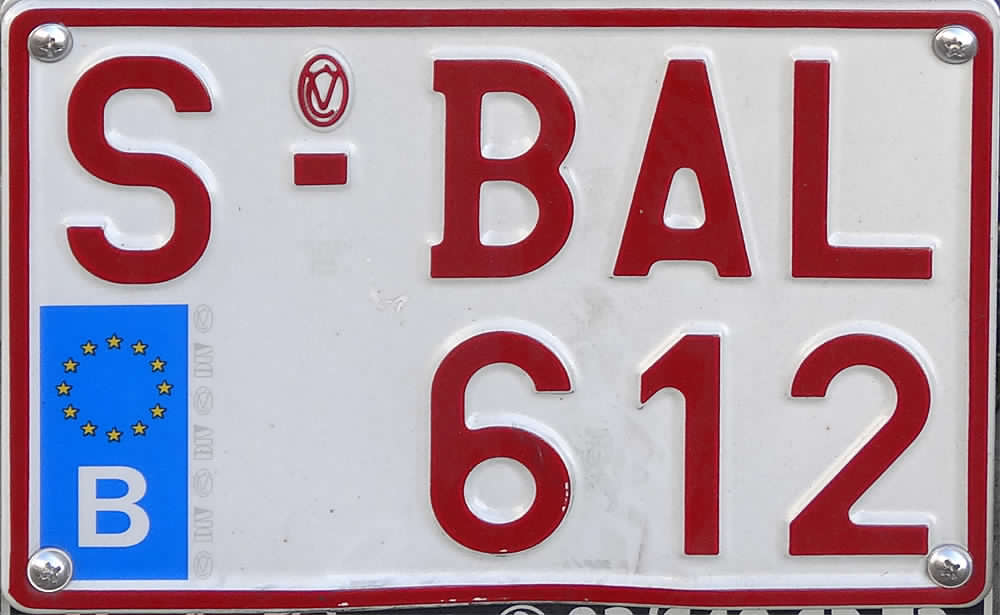
Targa di un ciclomotore

Dal 31 marzo 2014 sono state introdotte nuove targhe per ciclomotori, microcar e biciclette elettriche. Alla sinistra è posizionata la lettera S, seguita da altre tre lettere e tre cifre. La combinazione è su doppia linea e inizia da S(-)AAA/001; la prima lettera dopo il trattino è "A", "B", "P" o "U" a seconda della categoria del veicolo (vd. sopra). 
Da ottobre 2016, in concomitanza con l'emissione di targhe di formato ridotto, viene omesso il trattino dopo la prima lettera.

### Veicoli d'epoca

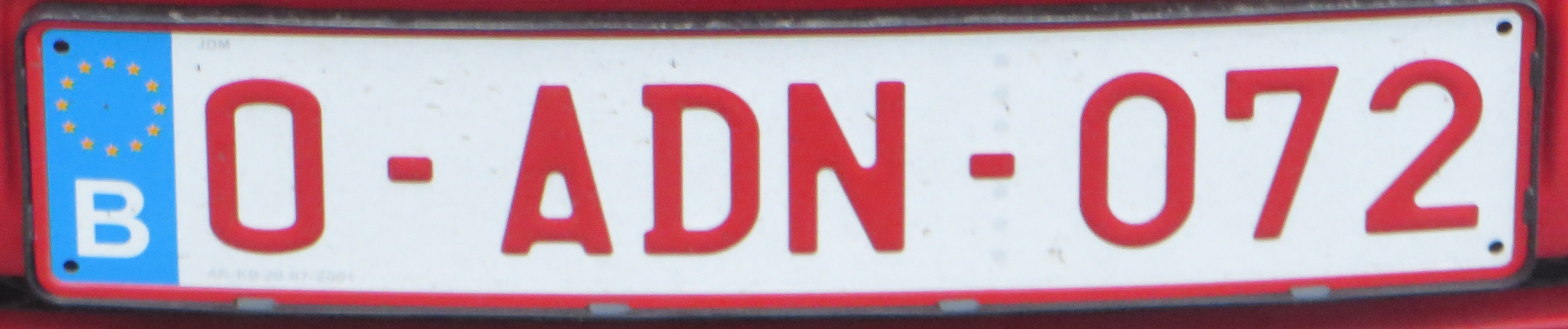
Targa di un'auto d'epoca con formato emesso dal 7 ottobre 2014

I veicoli d'epoca immatricolati da almeno 25 anni hanno le combinazioni alfanumeriche da O-AAA-001 fino a O-ZZZ-999. 
Dal 16 novembre 2010 al 7 ottobre 2014 la combinazione riservata a questi veicoli era compresa tra 1-OAA-001 e 1-OZZ-999. 
Anche prima del 16 novembre 2010 il blocco alfanumerico, del tipo OAA-123, iniziava con la lettera O. 
 Il colore dei caratteri in tutti questi formati è rosso come quello della targhe normali.

### Taxi

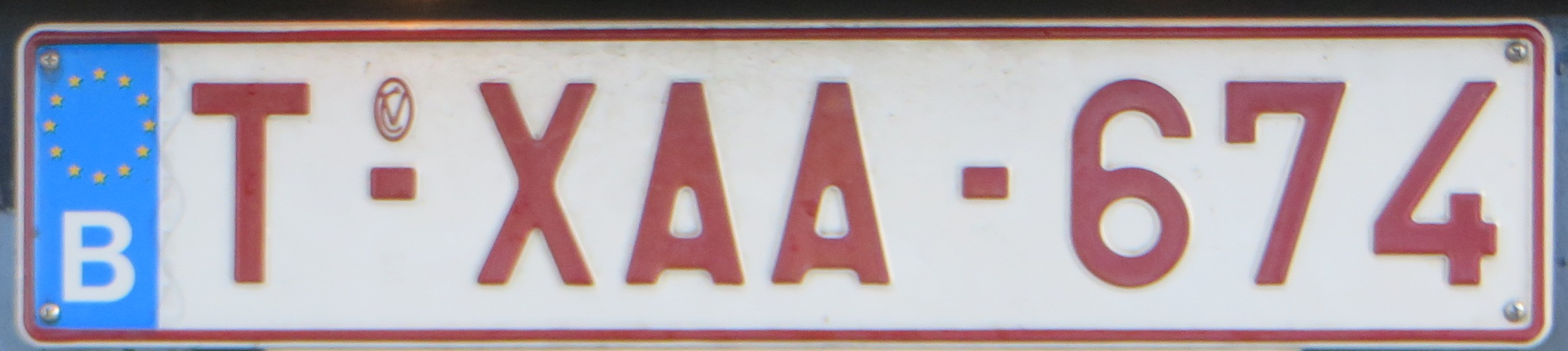
Targa di un taxi con design introdotto il 7 ottobre 2014

Il formato e i colori sono identici a quelli delle targhe standard. Dal 7 ottobre 2014 la prima lettera è una T; la seconda lettera (la prima dopo il trattino) è una X, con combinazioni che sono iniziate con T-XAA-001 e termineranno con T-XZZ-999. 
Nei taxi immatricolati con targhe del formato precedente (16 novembre 2010 - 6 ottobre 2014), il blocco alfanumerico era compreso tra 1-TXA-001 e 7-TXZ-999.

### Veicoli a noleggio

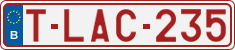
Targa con serie "T-L" assegnata ai veicoli a noleggio

Anche in questa categoria di veicoli il colore e il formato delle targhe non differiscono da quelli delle targhe normali. Dal 7 ottobre 2014 la prima lettera è una T come nei taxi; la seconda lettera (la prima dopo il trattino) è una L, con combinazioni che sono iniziate con T-LAA-001 e termineranno con T-LZZ-999. 
Nelle targhe del formato precedente (16 novembre 2010 - 6 ottobre 2014) il blocco alfanumerico era compreso tra 1-TXA-001 e 7-TXZ-999, non si differenziava dunque dalla serie riservata ai taxi neppure nella seconda lettera.

### Macchine agricole

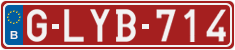
Targa d'immatricolazione di una macchina agricola

Il 27 maggio 2013 sono state introdotte nuove targhe per le macchine agricole. A partire da tale data questi veicoli hanno targhe rosse con lettere e cifre bianche. La banda blu dell'Unione europea precede la lettera G, un trattino, tre lettere, la prima delle quali è una L (che sta per Landbouw, cioè "agricoltura" in olandese), un altro trattino e tre cifre, con combinazioni comprese tra G-LAA-001 e G-LZZ-999. Nelle targhe su doppia linea manca il secondo trattino; la banda blu e le cifre occupano la riga inferiore.

## Mezzi dell'esercito

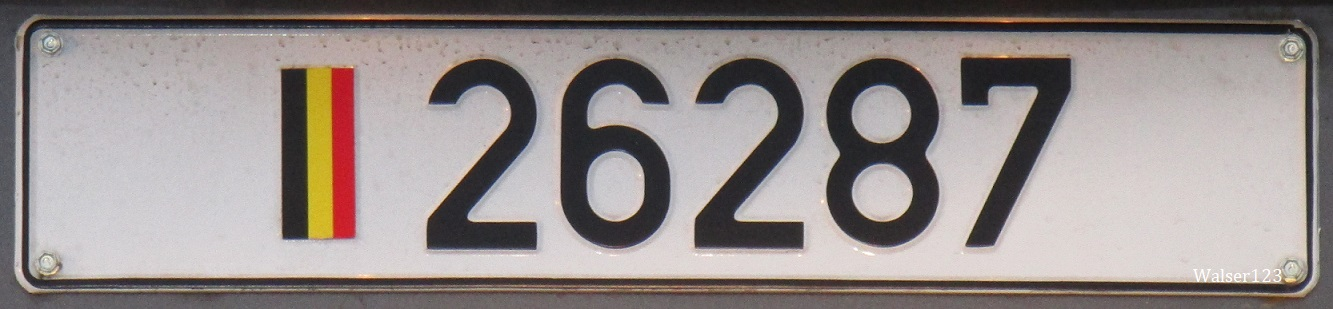
Targa di un automezzo militare

Le targhe dei veicoli dell'Esercito sono riconoscibili per la bandiera belga a sinistra che precede un numero di cinque cifre nere su fondo bianco. La serie per i rimorchi è composta dalla lettera R in testa alla numerazione di quattro cifre. 
I motocicli hanno targhe su due linee: in alto sono impresse la bandiera e due cifre, in basso le altre tre cifre. La numerazione è compresa tra 01/000 e 12/000.
In qualità di supremo comandante militare delle forze armate, il re utilizza vetture con la targa costituita solamente dalla bandiera nazionale e dal numero 1 rosso in campo bianco.

### Forze armate belghe in Germania

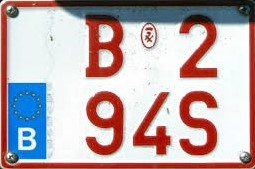
Targa di un veicolo delle Forze armate belghe in Germania

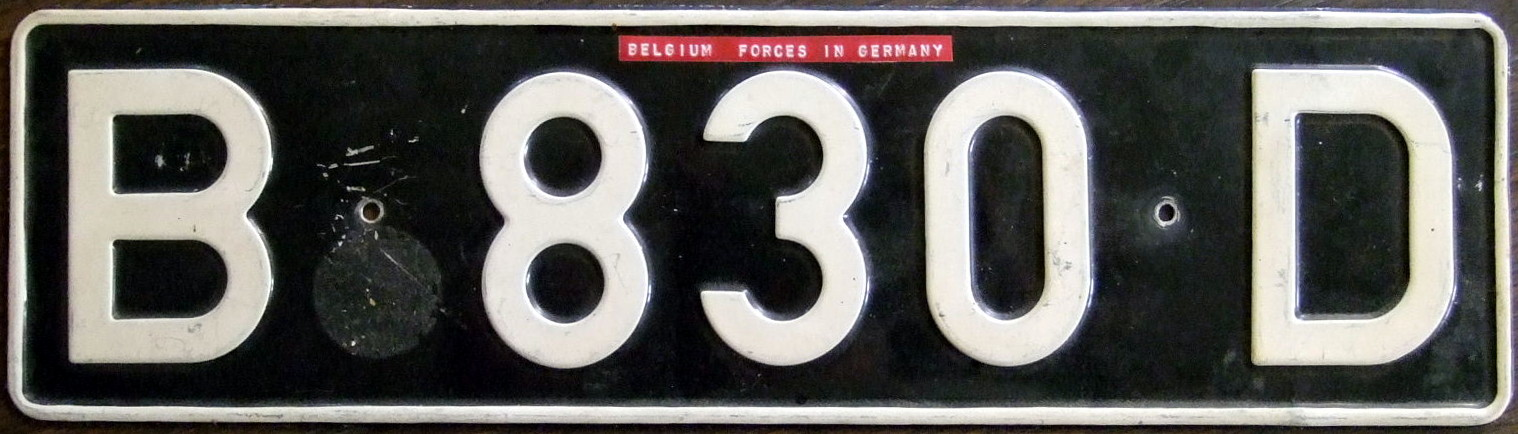
Formato cessato nel 2007

Dal 2007 le targhe dei veicoli privati delle Forze armate belghe in Germania (motocicli inclusi) sono bianche riflettenti con caratteri rossi. La serie per le autovetture fino al 2010 era composta da una B, un primo trattino sotto il logo del Corpo dentro un ovale, un numero di tre cifre, un secondo trattino e una G (iniziale di Germany) o una D (iniziale di Deutschland). Nei motocicli non sono mai stati presenti i trattini, dal momento che il formato è su doppia linea: in alto la "B" precede il logo del Corpo e la prima cifra, in basso le restanti due cifre sono seguite senza spazi da una lettera variabile.
Dal 2010 anche nella serie assegnata agli autoveicoli la lettera posposta alla numerazione è variabile e mancano i trattini; è stata inoltre introdotta la banda blu UE, che nel formato standard è posizionata a sinistra, nel formato su doppia linea in basso a sinistra. 

Prima del 2007 questi automezzi avevano targhe nere con caratteri grigio argento e font tedeschi; la sequenza era identica a quella attualmente utilizzata, con la lettera seriale dopo le cifre.

## Alte cariche dello Stato e autorità locali
Anche in queste targhe d'immatricolazione le scritte sono di colore rosso rubino su fondo bianco riflettente; dal 16 novembre 2010 recano a sinistra la banda blu UE.

### Membri della Famiglia reale

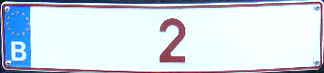
La targa di un'auto della Famiglia reale

Le vetture appartenenti alla Famiglia reale hanno targhe composte da un numero compreso fra 1 e 100.

### Membri del Governo e del Parlamento

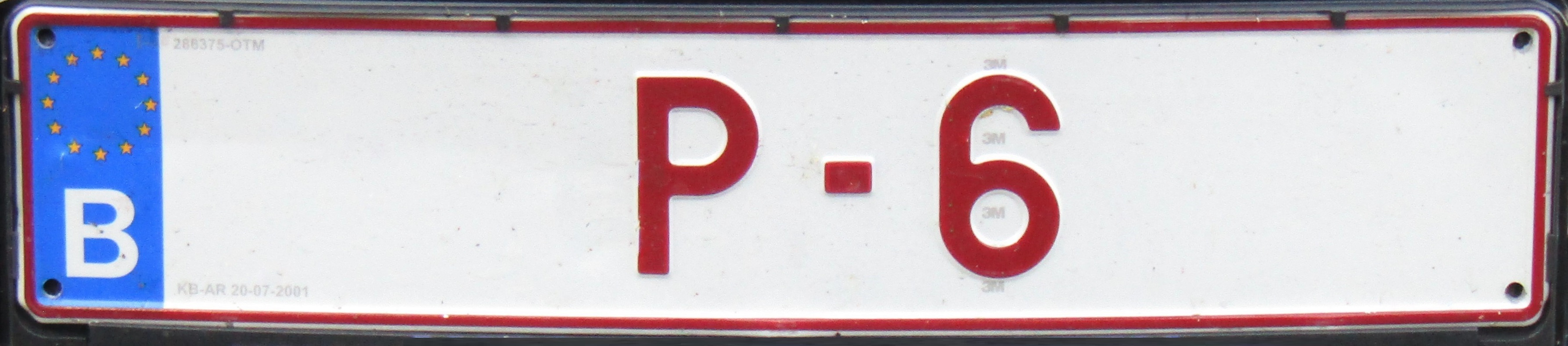
Targa apposta sulla vettura di un membro del Parlamento

- Le targhe dell'automobile del Presidente della Camera dei rappresentanti (A-1), del Primo ministro (A-2), dei membri del Governo federale, dei Ministri dello Stato (da A-26), dei rappresentanti dell'alta magistratura (da A-100), dei governatori delle province (da A-130), dei rappresentanti dell'alto clero, del Segretario Generale e del Capo di Gabinetto del Governo federale sono composte da una A, un trattino e un numero di cifre variabile da una a tre.

- Le targhe dell'auto ufficiale del Presidente del Senato (P-1), dei membri del Senato e della Camera dei rappresentanti, del Presidente e dei membri del Parlamento fiammingo o vallone, del Presidente e dei membri del Parlamento della Regione di Bruxelles-Capitale, del Presidente e dei membri del Parlamento della comunità di lingua tedesca nonché dei deputati belgi del Parlamento europeo sono composte da una P, un trattino e un numero di cifre variabile da una a tre.

### Autorità locali
Le targhe dei veicoli del Presidente, dei membri o staff dei governi di comunità o regioni sono composte da una E, un trattino e un numero di cifre variabile da una a tre.

## Targhe di transito temporaneo

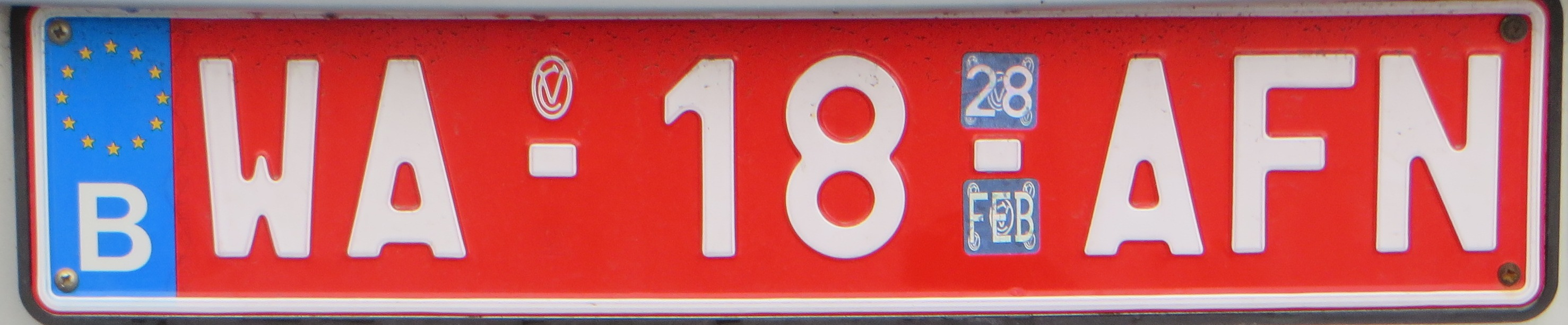
Targa di transito per autovetture con scadenza della validità 28 febbraio 2018

Ai cittadini stranieri che soggiornano temporaneamente in Belgio e che hanno bisogno di circolare con un veicolo senza targa estera, viene assegnata una targa provvisoria di transito di durata semestrale, con bordo e caratteri bianchi su fondo rosso. Dal 2 maggio 2016 la banda blu dell'Unione europea è seguita da due lettere, la prima delle quali è una W, due cifre e altre tre lettere (es.: WA-17-ABC). Il numero stampato al centro della targa indica l'anno di scadenza della validità, mentre le due cifre del giorno e le tre lettere del mese sono scritte rispettivamente sopra e sotto il secondo trattino nelle sole targhe posteriori. 
La combinazione di lettere WA è riservata alle autovetture, WM ai motocicli, WQ ai rimorchi e alle roulotte con peso non inferiore a 750 kg, WS ai ciclomotori e alle microcar.
Le targhe per immatricolazioni temporanee del formato precedente al 2 maggio 2016, che sono ancora valide, avevano all'inizio del blocco alfanumerico la cifra "1", che precedeva un trattino e altre sei cifre. 
A destra erano applicati degli adesivi che indicavano, a caratteri ridotti, in basso l'anno e in alto il mese (es.: 01 = gennaio) di scadenza della validità. Se l'adesivo che riportava il mese era blu, il proprietario del veicolo aveva pagato tutte le tasse; se invece era di colore rosso, il veicolo era esentasse. 
 Le targhe provvisorie per motocicli, tricicli e quadricicli a motore avevano in alto la cifra 1, un trattino e tre cifre; in basso si trovavano la banda blu UE, l'anno e il mese di validità (non sempre presenti) e altre tre cifre. I due gruppi di cifre erano allineati verticalmente.

## Targhe per veicoli da esportare o importare

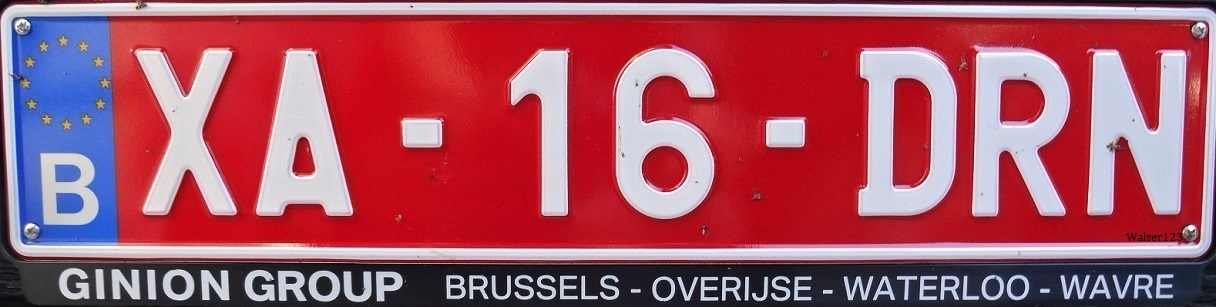
Targa anteriore di un'autovettura da esportare con anno di validità 2016

Anche le targhe per esportazione di veicoli hanno il bordo e i caratteri bianchi su fondo rosso. Dal 2 maggio 2016 la banda blu UE è seguita da due lettere, la prima delle quali è una X (che sta per Export), due cifre e altre tre lettere (es.: XA-17-ABC). Il numero stampato al centro indica l'anno di scadenza della validità, mentre le due cifre del giorno e le tre lettere del mese sono scritte rispettivamente sopra e sotto il secondo trattino nelle sole targhe posteriori.
La durata massima di queste targhe è di 30 giorni, salvo in alcuni casi di esenzione dall'IVA per i quali la durata può essere più lunga. 
La combinazione di lettere XA è riservata alle autovetture, XM ai motocicli, XQ ai rimorchi e alle roulotte con peso non inferiore a 750 kg, XS ai ciclomotori e alle microcar. 

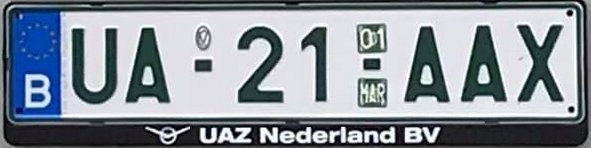
Targa posteriore apposta a un'autovettura importata nel 2021

Dal 2021 un formato simile è emesso per veicoli importati, le cui targhe, dette "nazionali", sono valide 20 giorni e presentano caratteri verde muschio su fondo bianco. Al posto della lettera "W" la serie inizia con la U (es.: UA-21-ABC).

## Targhe prova

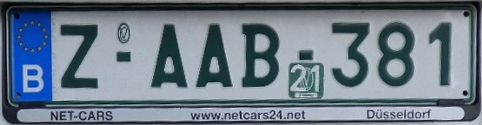
Targa prova posteriore per concessionari (serie Z) con formato usato da ottobre 2020

Da ottobre 2020 è stato introdotto un nuovo formato per veicoli da collaudare. Non si differenzia da quello delle targhe ordinarie se non per le scritte in verde muschio su uno sfondo bianco riflettente. La sequenza consiste in una lettera indicante il tipo di targa prova (vd. tabella sotto riportata), un trattino, tre lettere seriali a partire da AAA, un altro trattino e un numero progressivo che inizia da 001. Nelle sole targhe d'immatricolazione posteriori, sotto il secondo trattino è posizionato un rettangolo verde dove sono riportate, a caratteri bianchi, le ultime due cifre dell'anno di validità. 
Nelle targhe prova per motocicli, tricicli a motore e quadricicli, le lettere vengono posizionate sopra il gruppo di cifre. Il rettangolo è situato in basso, tra la banda blu e le cifre.
| Prima lettera | Tipo di targa prova                                                                         |
| ------------- | ------------------------------------------------------------------------------------------- |
| V             | Targa professionale usata da proprietari di autofficine o carrozzerie                       |
| Y             | Targa per test drive utilizzata da case costruttrici e centri di ricerca                    |
| Z             | Targa commerciale usata da concessionari e venditori all'ingrosso o al dettaglio di veicoli |

### Vecchi formati

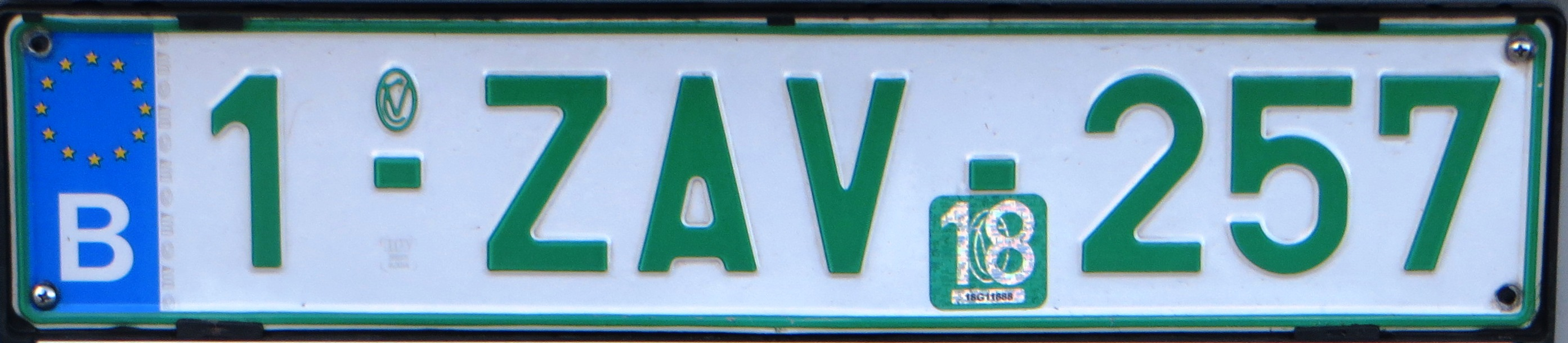
Targa prova posteriore per concessionari con formato utilizzato dal 16/11/2010 a fine settembre 2020

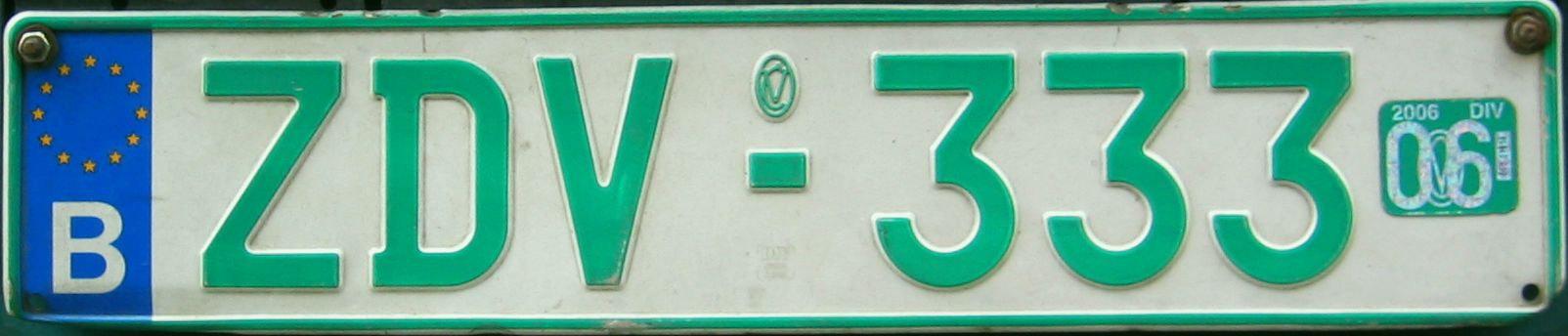
Targa prova con sistema terminato il 16 novembre 2010

Anche dal 16 novembre 2010 a fine settembre 2020 queste targhe avevano bordo e caratteri verdi, ma erano composte dalla cifra "1", un trattino, tre lettere, un altro trattino e tre cifre. Nei veicoli utilizzati per i test drive (serie "ZZ") si era passati alla cifra "2" il 4 dicembre 2019. 
Come nel formato attuale, il rettangolo verde contenente, a caratteri bianchi, le ultime due cifre dell'anno di validità, si trovava sotto il secondo trattino nelle sole targhe posteriori.
Nelle targhe prova per motocicli, tricicli a motore e quadricicli, la cifra 1 o 2 e le tre lettere vengono posizionate sopra il gruppo di cifre. Il rettangolo è situato in basso, tra la banda blu e le cifre.
Prima del 16 novembre 2010:
- le targhe degli autoveicoli da collaudare su strada avevano come lettere iniziali ZX, ZY o ZZ seguite da un'altra lettera (tranne M, Q, U e W);
- le targhe dei rimorchi da collaudare su strada avevano come lettere iniziali ZZ seguite da Q o U;
- le targhe dei motocicli, tricicli e quadricicli a motore da collaudare su strada avevano come lettere iniziali ZZ seguite da M o W;
- le targhe degli autoveicoli presso concessionari o garagisti avevano come lettera iniziale una Z seguita da un'altra lettera (tranne M, Q, U, W, X, Y e Z);
- le targhe dei rimorchi presso concessionari o garagisti avevano come lettera iniziale una Z seguita da Q o U;
- le targhe dei motocicli, tricicli e quadricicli a motore presso concessionari o garagisti avevano come lettera iniziale una Z seguita da M o W.

Anche nel vecchio formato queste targhe professionali avevano caratteri verdi su sfondo bianco ("targa verde"). Già dagli anni novanta era possibile avere la banda blu sul lato sinistro. 
Fino a pochi anni fa queste targhe erano a buon mercato, i commercianti ne avevano parecchie e le utilizzavano anche come "targhe normali" per amici e parenti, non essendo sottoposte alla normale tassazione. Da quando, però, le "targhe verdi" sono diventate molto più costose e sono stati rafforzati i controlli da parte delle forze di polizia belghe, l'abuso è diminuito.

## Targhe diplomatiche

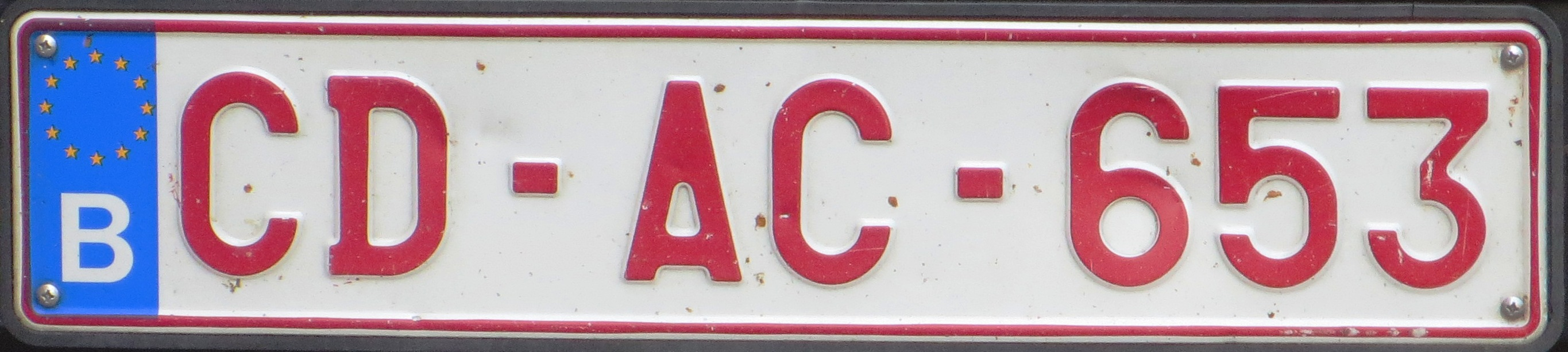
Esempio di targa diplomatica con formato attuale

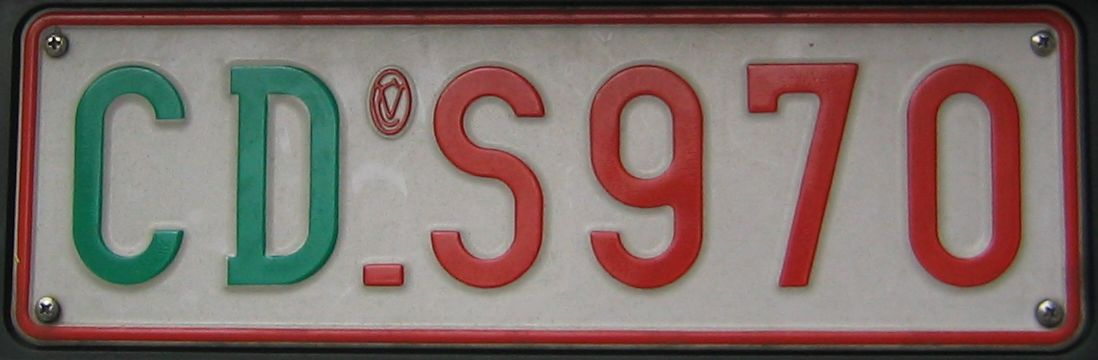
Targa diplomatica in uso dal 1994 al 2008

Dal 16 novembre 2010 la combinazione delle targhe assegnate a veicoli di ambasciatori, consoli, del personale accreditato presso ambasciate o consolati nonché del personale tecnico-amministrativo senza status diplomatico consiste nella sigla CD preceduta dalla banda blu e seguita da un trattino, due lettere, un ulteriore trattino (non sempre presente) e un numero di tre cifre. Il colore e il formato sono gli stessi delle targhe normali. 
Dal 1994 al 16 novembre 2010 le lettere del codice erano di colore verde chiaro, seguite da un trattino in basso, un'altra lettera e un numero di tre cifre scritti in rosso. Esaurite tutte le combinazioni con CD_Z999, dalla primavera del 2008 è stata introdotta la nuova sequenza alfanumerica CD_001A. 
Prima del 1994 anche le lettere "CD" erano rosse come nel formato attualmente in uso.

### Immatricolazioni diplomatiche o di organizzazioni internazionali per periodi lunghi

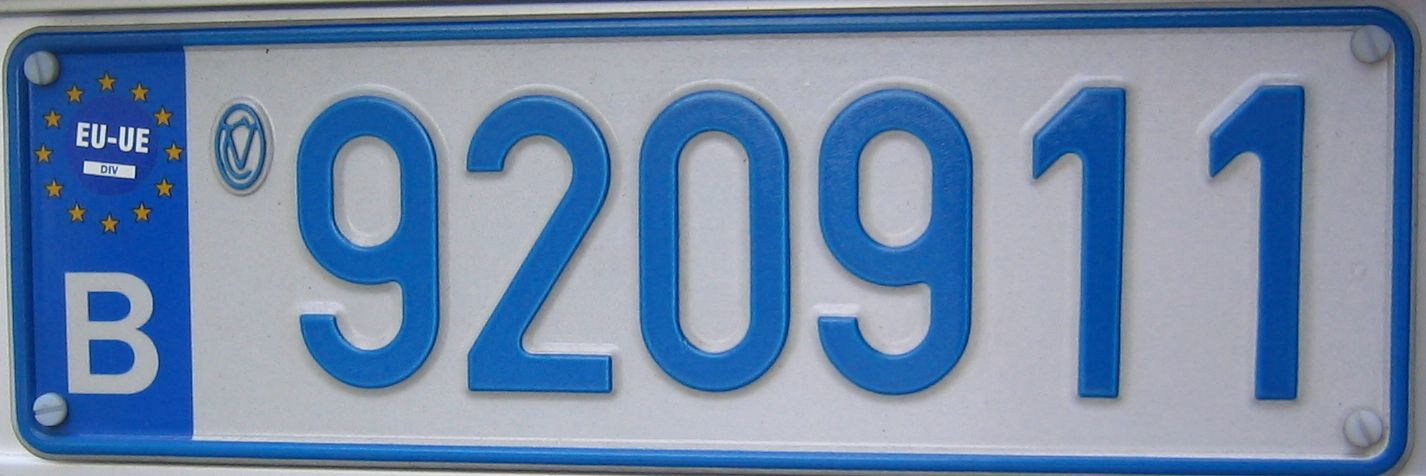
Targa apposta sul veicolo del personale di un'organizzazione internazionale (formato cessato il 16 novembre 2010)

Da ottobre 2001 al 16/11/2010 il personale di organizzazioni internazionali o militari oppure di Corpi diplomatici o consolari privo di targhe diplomatiche apponeva sul proprio veicolo per l'intera durata del mandato una targa con fondo bianco e caratteri azzurri. Queste targhe d'immatricolazione per periodi lunghi erano generalmente conosciute come "targhe esentasse", dal momento che i relativi proprietari non dovevano pagare alcuna tassa. Esse erano composte da sei cifre. A sinistra era posizionata in alto la banda blu UE, circondata da dodici stelle gialle in circolo; in basso si trovava la sigla automobilistica internazionale B di colore bianco. All'interno del cerchio stellato erano impressi un adesivo di convalida (bianco su blu) e, solo sulle targhe posteriori, le prime tre lettere del mese e l'anno di scadenza della validità, in alcuni veicoli sostituiti dalla sigla dell'organizzazione internazionale. 
Nelle targhe dei motoveicoli la combinazione era costituita da due gruppi di tre cifre disposti su doppia linea e allineati verticalmente.

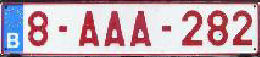
Formato introdotto a novembre 2010 e terminato a ottobre 2014 per veicoli di membri di organizzazioni internazionali

Il 16 novembre 2010 era subentrato il formato a caratteri rossi delle stesse dimensioni delle targhe ordinarie, con la cifra 8 anteposta al primo trattino. Dal 7 ottobre 2014 per ragioni di sicurezza si è deciso di sostituire questo formato con quello standard, pertanto la relativa emissione è cessata.

## Organizzazioni intergovernative

### Istituzioni dell'Unione europea

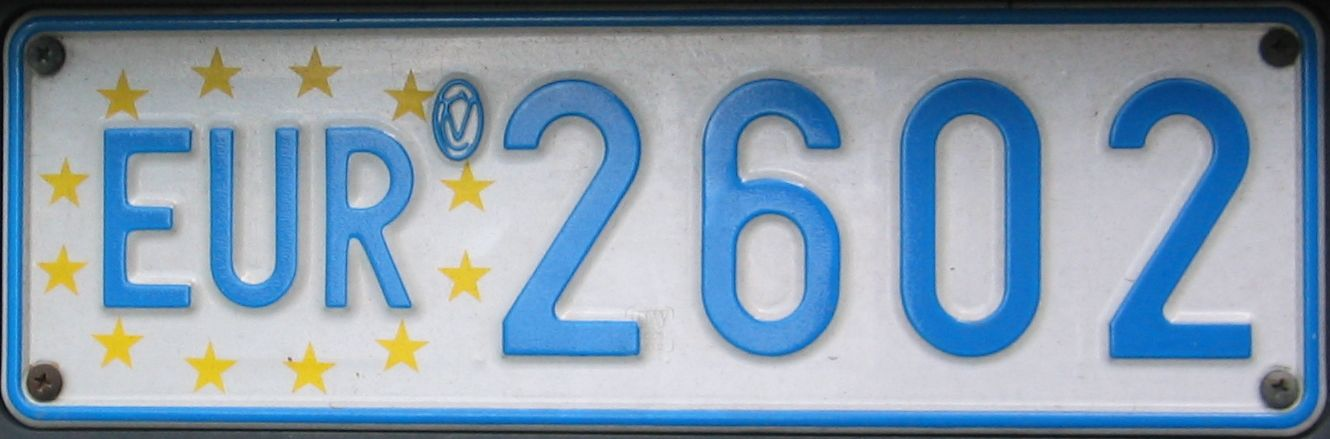
Targa per veicoli del personale dellUE (formato 2000–10/2001)

Dal 1960 a fine settembre del 2001 le targhe per i veicoli del personale appartenente agli organi dell'Unione europea con sede in Belgio misuravano 340×110 mm, avevano il bordo e i caratteri azzurri su fondo bianco; a sinistra erano visibili le lettere EUR di dimensioni ridotte, circondate da nove stelle gialle (dodici nel formato emesso dal 2000 a fine settembre 2001) e seguite da un numero di quattro cifre. 
Nell'ottobre 2001 venne introdotta la targa con la numerazione a sei cifre, anch'essa con bordo e caratteri azzurri ma senza le lettere "EUR" a sinistra (vd. supra).

### Eurocontrol
Anche le targhe per i veicoli dei funzionari degli organi di Eurocontrol con sede in Belgio, prima del 7 ottobre 2014 avevano come cifra iniziale un "8". A partire da tale data non è più possibile distinguerle dalle targhe normali. 
Fino al 16 novembre 2010 queste targhe avevano bordo e caratteri azzurri su fondo bianco; erano composte da tre cifre, un trattino in basso e le lettere EURO (senza le stelle intorno) di dimensioni leggermente ridotte rispetto alle cifre.

### SHAPE e NATO

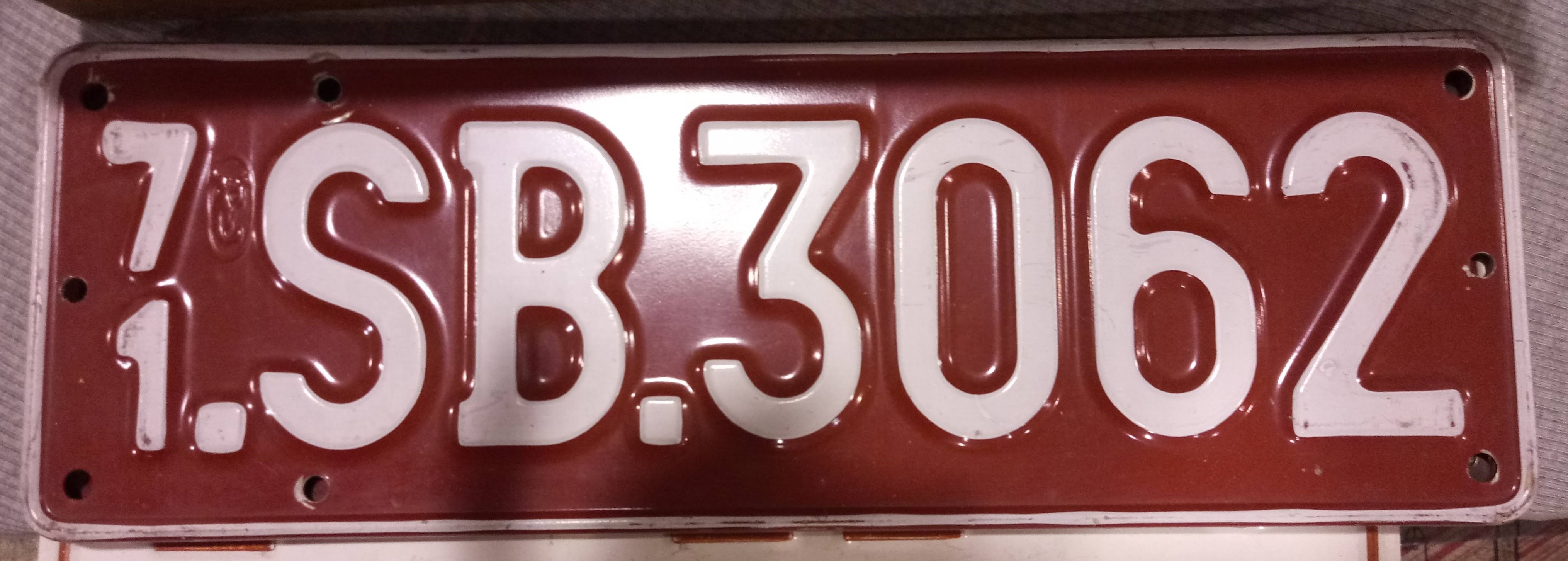
Targa di una vettura di un dipendente della SHAPE Belgium (71 = 1971)

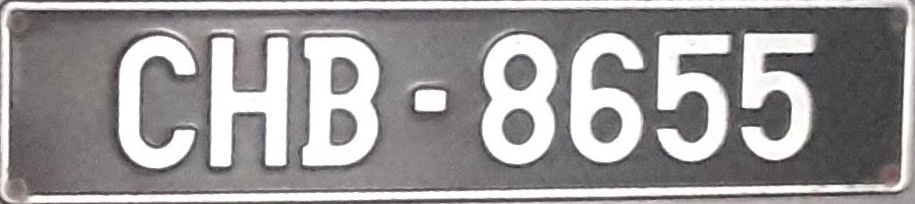
Esempio di formato in uso per veicoli ufficiali della SHAPE

Dal 1954 al 1992 le targhe riservate agli autoveicoli di proprietà del personale della SHAPE (acronimo di Supreme Headquarters Allied Powers Europe) avevano scritte bianche su fondo rosso. Le ultime due cifre dell'anno, allineate in verticale a sinistra, erano seguite da: un quadratino posizionato in basso, le lettere SB (che stavano per SHAPE Belgium), un altro quadratino, un numero di quattro cifre. La validità era di un anno, prorogabile. 
Anche il formato per i motocicli era su un'unica linea, ma di lunghezza ridotta. Fino a tutto il 1980 le due cifre dell'anno allineate verticalmente precedevano le lettere SB, tre cifre e una M. Dal 1981 le lettere SB erano posposte a tre cifre. 
Dal 1992 al 1994 il formato continuò ad essere rosso con caratteri bianchi ma la serie era composta dalla lettera M, un quadratino in basso e una numerazione a cinque cifre negli autoveicoli, dalla M e un numero a due cifre che sormontavano un numero di tre cifre nei motocicli. 
Dal 1994 il formato era uguale a quello assegnato alle immatricolazioni provvisorie (vd. infra), dal quale si differenziava per avere non solo il mese ma anche l'anno di validità espresso con due cifre bianche all'interno di un adesivo blu o rosso. 
Dal 16 novembre 2010 questi veicoli rientravano nella serie 8. 
Le targhe dei veicoli ufficiali della SHAPE, tuttora emesse, si contraddistinguono per i caratteri grigio argento su fondo nero; le lettere fisse CHB (iniziali di Casteau, Hainaut e Belgique) sono anteposte a un trattino e a una numerazione progressiva di quattro cifre. 
Le targhe degli automezzi dei funzionari della sede della NATO a Bruxelles in uso negli anni ottanta erano simili a quelle normali, dalle quali differivano unicamente per le lettere fisse VN (che stavano per Vehicle of NATO) prima del trattino, per esempio: AVN-123, FVN-123... Tali combinazioni non vennero più utilizzate dai primi anni novanta per motivi di sicurezza.

## Storia

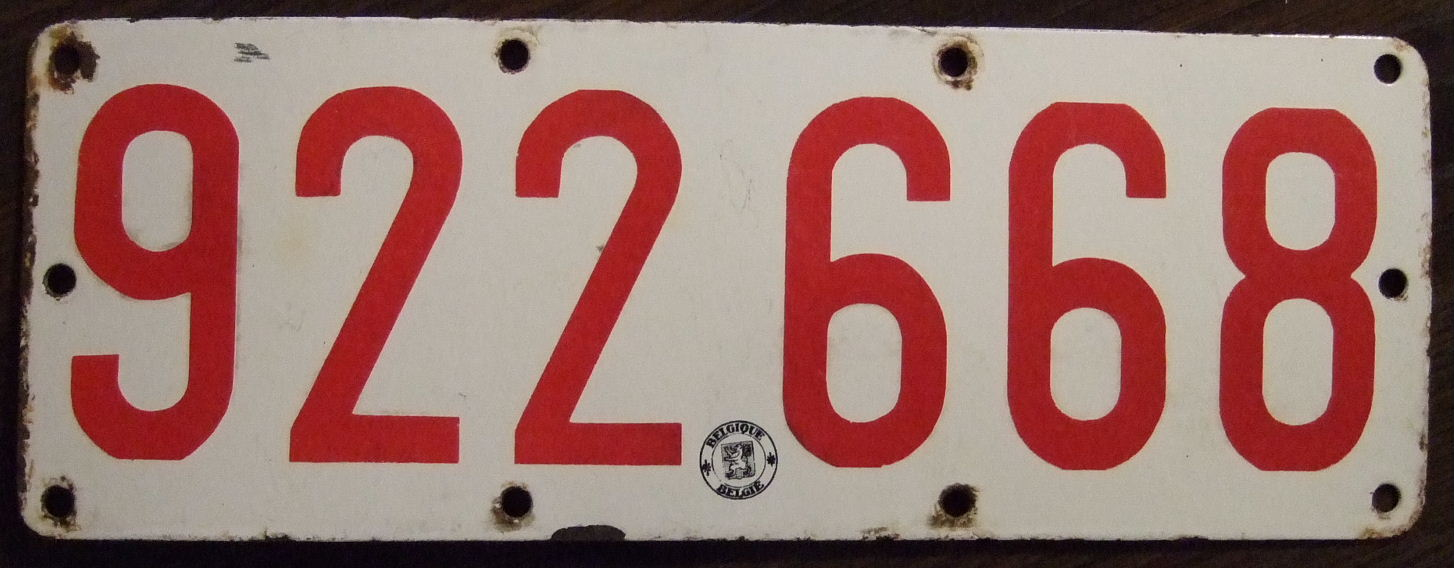
Formato in porcellana utilizzato tra gli ultimi anni '40 e il 1951

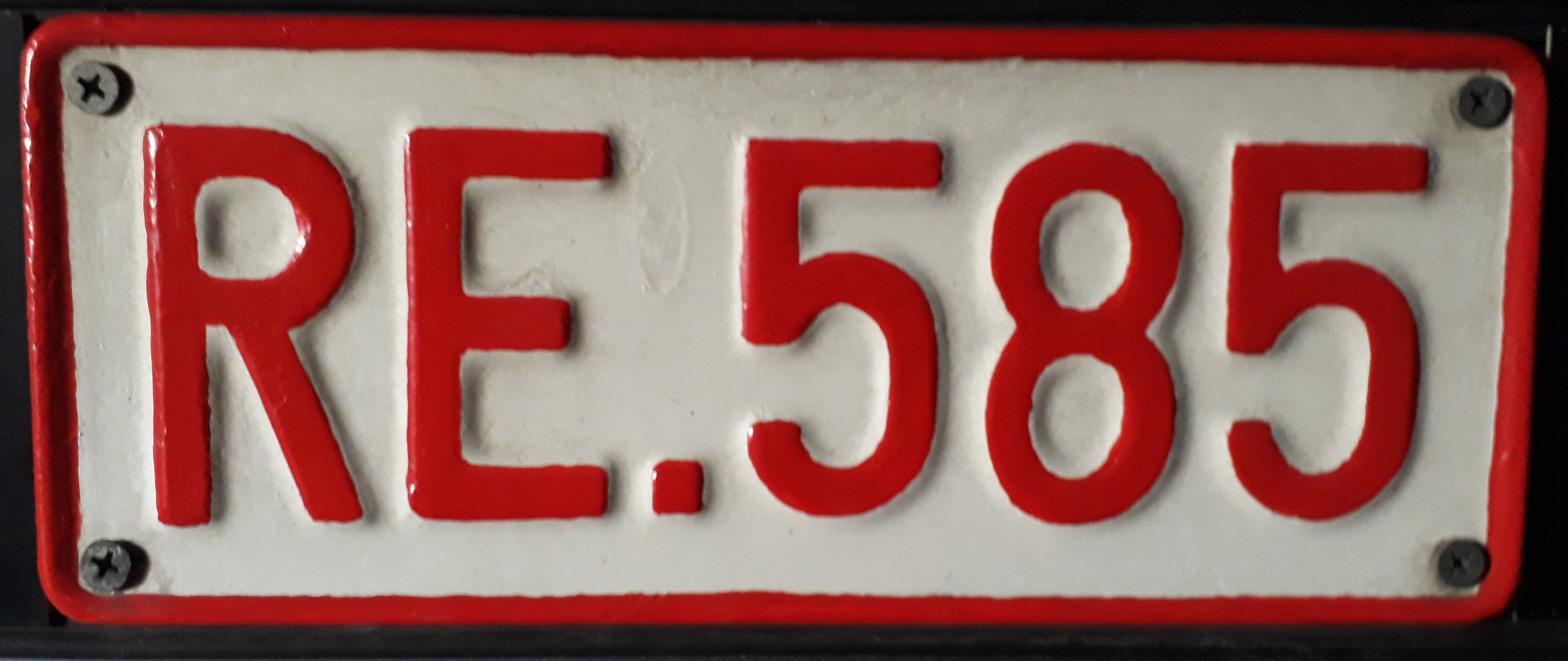
Serie emessa dal 1962 al 1971

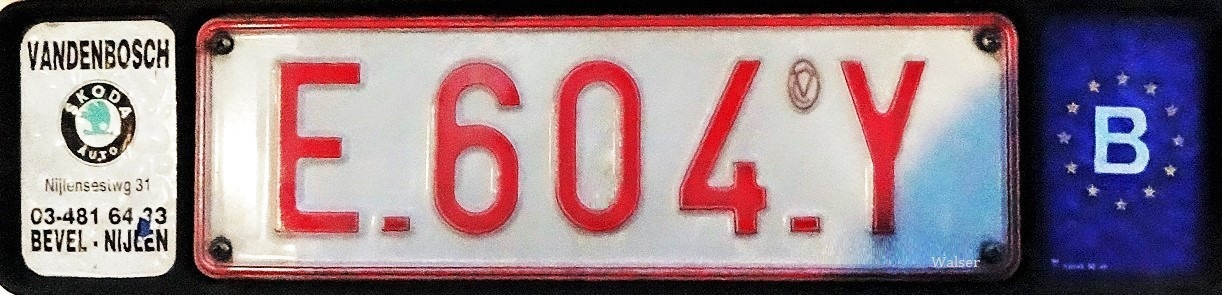
Formato 1971–1973

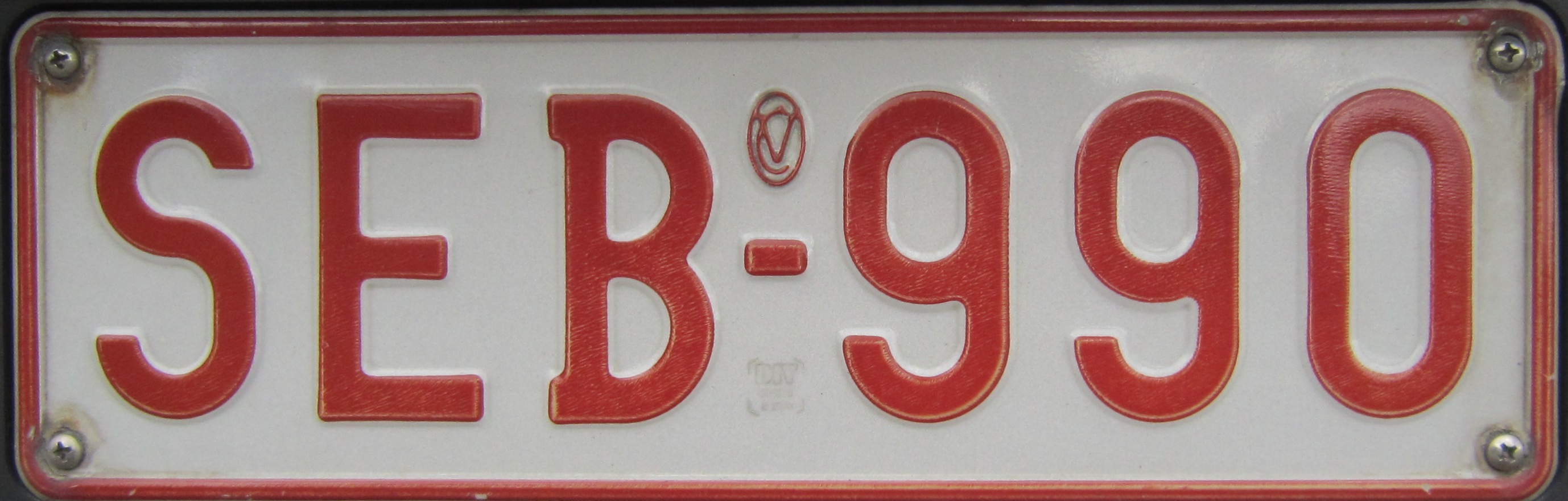
Serie 1973–2008

Le targhe emesse prima del 1951 non sono più valide né in circolazione. La prima targa venne apposta su un veicolo nel 1899. Fino al 1911 le targhe belghe avevano lettere nere su fondo bianco. Vennero sostituite da un altro sistema in uso dal 1911 al 1919, con cifre bianche su fondo nero. Già dal 1911 gli enti governativi rilasciavano soltanto la targa posteriore, non quella anteriore (che era opzionale).
Dal 1919 al 1925 furono emesse targhe blu con cifre bianche. Dal 1925 al 1928 vennero prodotte targhe rosse composte da una lettera e una o più cifre bianche. Nel 1928 furono introdotte targhe con scritte rosse su fondo bianco, con dimensioni di 325 × 105 mm che rimasero invariate fino a novembre del 2010, le cui serie alfanumeriche erano le seguenti:
- 1928–1951: una o più cifre;
- 1951–1961: una lettera, uno o due quadratini in basso e quattro cifre, la lettera poteva essere posizionata ovunque: prima, dopo o tra le cifre (es.: A.1234, 1.A.234, 12.A.34, 123.A.4, 1234.A);
- 1962–1971: due lettere, uno o due quadratini in basso e tre cifre, le due lettere potevano occupare qualsiasi posizione: prima, dopo o tra le cifre (es.: AB.123, 1.AB.23, 12.AB.3, 123.AB);
- 1971–1973: una lettera seguita da tre cifre e un'altra lettera, le cifre erano separate dalle lettere da un trattino in basso (A_123_B);
- 1973–2008: tre lettere seguite da un trattino e tre cifre (ABC-123);
- 25 giugno 2008 – 15 novembre 2010: tre cifre seguite da un trattino e tre lettere (123-ABC). La serie è terminata con 999-CFQ.

### Targhe provvisorie

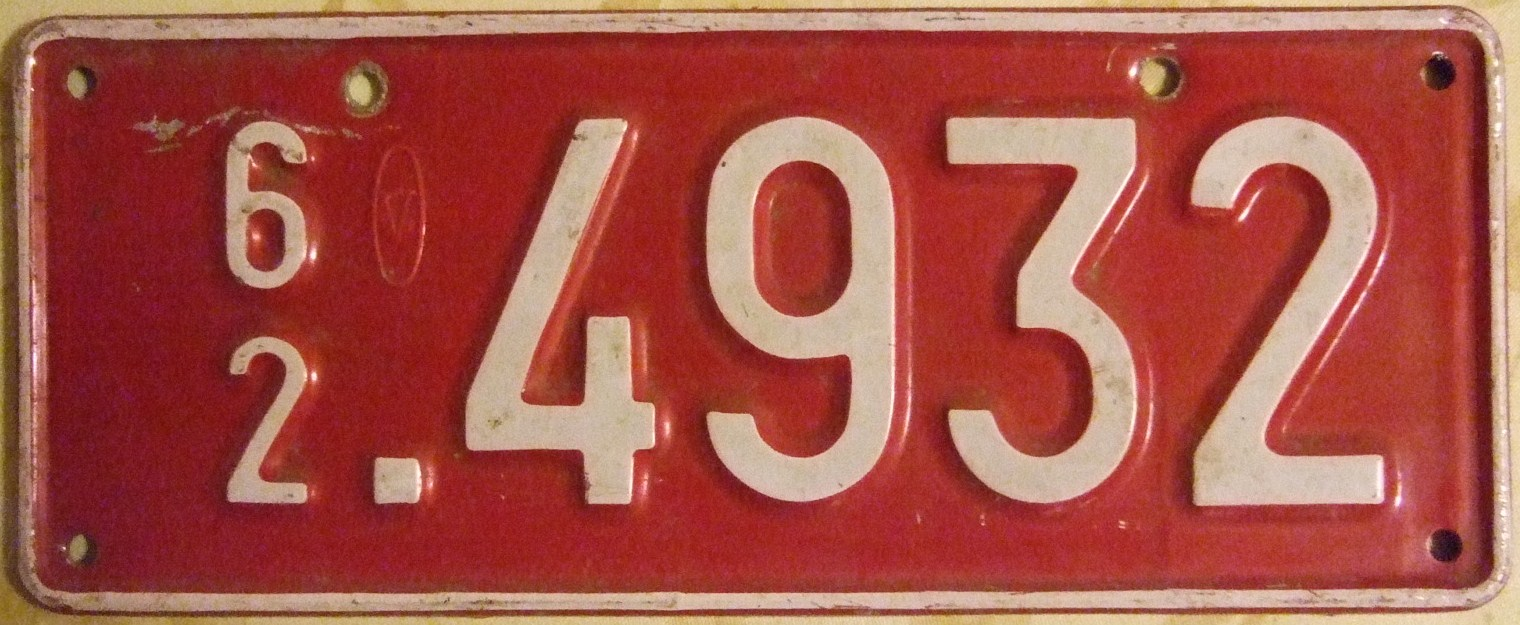
Targa provvisoria (62 in verticale = 1962, anno di scadenza della validità)

Le targhe provvisorie per veicoli importati o da esportazione avevano gli stessi colori di quelle attuali, con le scritte bianche in campo rosso. Fino a tutto il 1993 a sinistra erano allineate in verticale le ultime due cifre dell'anno di validità, a destra si trovavano un quadratino posizionato in basso e un numero progressivo composto da un minimo di quattro e da un massimo di sei cifre. Dal 1994 al 2008 le due cifre bianche corrispondenti al mese (es.: 02 = febbraio) venivano impresse in un adesivo quadrato incollato sopra le due cifre in rilievo indicanti l'anno della validità; il colore dello sticker era rosso o blu a seconda che si trattasse rispettivamente di un veicolo esentasse o per il quale erano state pagate tutte le tasse. La numerazione era sempre formata da sei cifre (tre in alto e tre in basso nei motocicli) che avanzavano progressivamente.